# بنجامين تتار
بنجامين تتار (مواليد 18 مايو 1994) هو لاعب كرة قدم بوسني يلعب في مركز الجناح مع نادي بوراتس بانيا لوكا في دوري البوسنة والهرسك الممتاز.

## وصلات خارجية
- بنجامين تتار على موقع الاتحاد الأوربي (الإنجليزية)
- بنجامين تتار على موقع قاعدة بيانات كرة القدم.إي يو (الإنجليزية)
- بنجامين تتار على موقع ناشيونال فوتبول تيمز (الإنجليزية)
- بنجامين تتار على موقع Soccerway.com (الإنجليزية)